# 3247 Di Martino
3247 Di Martino (1981 YE) là một tiểu hành tinh vành đai chính được phát hiện ngày 30 tháng 12 năm 1981 bởi Bowell, E. ở Flagstaff (AM).